# بیتی ادنی
بیتی ادنی (انگلیسی: Beatie Edney) بازیگر تئاتر، سینما و تلویزیون اهل انگلستان است.

## بخشی از فیلمشناسی
از فیلم‌ها یا برنامه‌های تلویزیونی که وی در آن نقش داشته‌است می‌توان به آثار زیر اشاره کرد.
- کوه‌نشین (۱۹۸۶)
- آقای جانسون[۴] (۱۹۹۰)
- به نام پدر (۱۹۹۳)
- دوران مشقت (۱۹۹۴)
- مستأجر عمارت وایلدفل (۱۹۹۶)
- کوه‌نشین: بازی پایانی (۲۰۰۰)
- خانم پتیگرو (۲۰۰۸)
- پوآرو (۲۰۱۱)
- پولدارک (۲۰۱۵-اکنون)